# Burning Palace
Pour plus de détails, voir Fiche technique et Distribution.
Burning Palace est un film allemand réalisé par Mara Mattuschka et Chris Haring sorti en 2009.

## Synopsis
À l'hôtel Burning Palace, cinq personnes dansent dans des poses pornographiques, seules leurs ombres permettant cette interprétation. Le point de départ de l’histoire sont précisément ces cinq personnes qui font un spectacle dans un bar, habitent cet hôtel et entretiennent des relations très différentes les unes des autres. Ces gens se réveillent après le spectacle, ils dorment déjà, près de Pan pour la nuit et avec les gouffres qui s'y trouvent. Ceux-ci ont souvent une origine sexuelle ou sont mêlés à celle-ci.

## Fiche technique
- Titre : Burning Palace
- Réalisation : Mara Mattuschka, Chris Haring
- Scénario : Mara Mattuschka, Chris Haring
- Musique : Andreas Berger, Glim
- Photographie : Josef Nermuth
- Montage : Mara Mattuschka
- Société de production : Minus Film
- Pays d'origine :  Allemagne
- Langue : anglais
- Format : Couleur - 1,33:1 - Mono - 35 mm
- Genre : Expérimental
- Durée : 32 minutes
- Dates de sortie :
  -  Allemagne : 1er mai 2009 : Festival international du court métrage d'Oberhausen.
  -  Autriche : 15 mai 2009 : Vienna Independent Shorts.
  -  France : 22 avril 2010 : Festival du cinéma de Brive[1].
  -  Pologne : 23 juin 2010 : Festival international du film Nouveaux Horizons.

## Distribution
- Stephanie Cumming
- Luke Baio
- Katharina Meves
- Alexander Gottfarb
- Anna Maria Nowak

## Histoire
La production a été soutenue par le département de la culture de la ville de Vienne et le ministère fédéral de l'éducation, des arts et de la culture (Innovative Film Austria).
Burning Palace se base sur la pièce The Art of Seduction que Chris Haring crée pour la Biennale 2007 sur le thème Body and Eros avec les performeurs Stephanie Cumming, Katharina Meves, Anna Maria Nowal, Luke Baio et Alexander Gottfarb.
Le lieu de tournage de Burning Palace est l’Hôtel Altstadt, situé dans le 7e arrondissement de Vienne. L'atmosphère sombre de l'hôtel est idéale pour la réalisation.
Le titre Burning Palace fait référence au tableau La Mort de Sardanapale d'Eugène Delacroix. Il montre le roi étendu sur le lit, son palais est entouré de troupes ennemies et est en train de brûler. Il fait assassiner ses concubines afin qu'elles ne tombent pas entre les mains de l'ennemi.
Outre Oberhausen, le film a également été projeté au festival du cinéma de Münster et à Transmediale en Allemagne, ainsi qu’au festival Diagonale en Autriche. Parmi les autres grands festivals figurent le festival du film de Londres, le festival international du film de Rotterdam et le festival international du court métrage d'Uppsala.

## Réalisation
Le directeur de la photographie Sepp Nermuth reste avec la caméra généralement très proche des corps, des visages et des objets. Cela crée une vision intime du corps. L'utilisation du zoom et du grand angle et la rythmisation rapide du montage créent une aliénation supplémentaire du corps.
Le paysage sonore aliéné de la respiration, du chant et de la parole, développé par Andreas Berger, crée une ambiance surréaliste et étrange et contribue en partie à la déconstruction des actions, des gestes et des événements ou les renforce.
Mara Mattuschka signifie que non seulement l'acte de parole, mais aussi l'aspect selon lequel le langage lui-même devient matériel, est un aspect important de Burning Palace. La formulation directe n’a pas de sens ici. Cela ressemble plus à une vidange de la parole, l'acte de parole a lieu dans et à travers tout le corps.
Être perdu est probablement le sujet le plus dominant de Burning Palace. Il s'agit de problèmes très personnels qui ne sont étrangers à personne. Confusion, solitude et impuissance. Le travail de Mattuschka se caractérise par son empathie. Elle travaille avec une grande sensibilité pour les ambiances, les moments et leurs contreparties.
Elle cherche toujours des associations avec la mythologie. Dans Burning Palace, par exemple, des sirènes apparaissent, le dieu grec des bergers, Pan, est également présent.

## Récompenses
- Festival international du court métrage d'Oberhausen 2009 : Prix

## Crédit d'auteurs
- (de) Cet article est partiellement ou en totalité issu de l’article de Wikipédia en allemand intitulé « Burning Palace » (voir la liste des auteurs).